# Koma (peuple du Ghana)
Pour les articles homonymes, voir Koma.

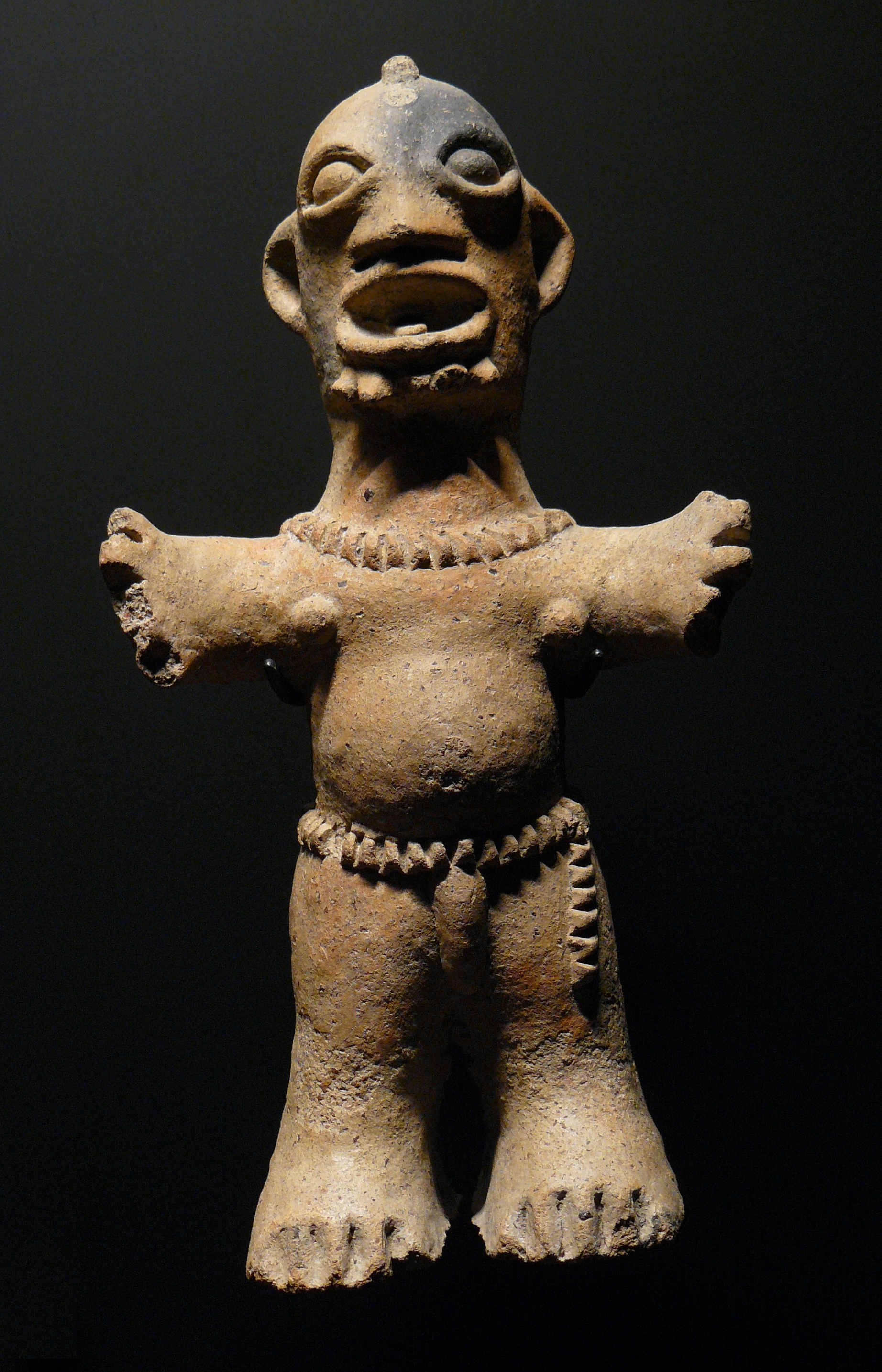
Statuette masculine en terre cuite des XIIIe siècle-XVIe siècle (Musée du quai Branly)

Les Koma (ou Koma-Bulsa) sont une population d'Afrique de l'Ouest vivant au nord du Ghana, près de la frontière avec le Burkina Faso, entre les vallées du Sisili et du Kulpawan, dans la région du Komaland. Peu nombreux, guère étudiés, ils ont attiré l'attention des amateurs d'art africain depuis que, sur leur territoire, de récentes découvertes archéologiques ont mis au jour sous des tumulus un grand nombre de petites sculptures dont les qualités esthétiques ont été remarquées.

## Ethnonymie
Selon les sources et le contexte, on observe quelques variantes : Koama, Komba.

## Langue
Les Koma parlent une langue gur, le konni (ou koma), dont le nombre de locuteurs était estimé à 3 800 en 2003.

## Terres cuites du Komaland
Des sculptures en terre cuite ont été exhumées à partir de 1974, puis lors de fouilles menées par des anthropologues de l'Université de Münster (Rhénanie-du-Nord-Westphalie) en 1984.
Il s'agit le plus souvent de statuettes anthropomorphiques, généralement masculines, dont la dimension est comprise entre 15 et 60 cm, ou de têtes seules d'une hauteur de 7 à 25 cm. Localement les paysans désignent ces petites sculptures sous le nom de «kronkronbali », c'est-à-dire leurs enfants d'antan. Elles ont été réalisées avec un mélange d'argile et de sable granuleux, parfois avec des terres jaunes à fine texture. Les investigations scientifiques ont établi que ces objets ont été créés entre le XIIIe et le XIXe siècle, ils seraient donc contemporains des têtes Akan du Ghana et des statues Djenné du Mali.
Le Musée du quai Branly de Paris et le Musée Barbier-Mueller de Genève détiennent quelques-uns de ces objets.